# 上田明一
上田 明一（うえだ めいいち、1921年7月10日 - 2004年6月20日）は、日本の哺乳類学者。元農林省林業試験場鳥獣科長。森林野生動物研究会会員。北海道における森林害獣としてのユキウサギやエゾヤチネズミ等の応用動物学的研究を行った。動物学者・生態学者の上田宏の父。

## 人物
1921年北海道旭川に生まれる。1945年北海道帝国大学農学部農業生物学科卒業。1947年北大大学院特別研究生を修了し、農林省札幌営林局森林有害動物調査所に勤務。1951年森林有害動物調査所の廃止に伴い、林業試験場（現・森林総合研究所）札幌支場に移った。1961年、農学博士（北海道大学）取得。論文の題は「エゾヤチネズミの発生予察並びにその駆除法に関する研究」。1946年頃から北大農学部動物学教室には、犬飼哲夫教授の門下生である上田、太田嘉四夫、長谷川恩(めぐみ)らによるネズミ研究グループ（北海道）がつくられており、彼らの後輩にあたる芳賀良一、高津昭三、藤倉仁郎、森樊須(はんす)、阿部永(ひさし)などとともに日本の大学における哺乳類研究グループとして、最大の組織を形成した。この研究グループは、林業試験場北海道支場の研究者たちと密接に協力し、『北海道の林木鼠害とその防除』(1956年)、『エゾヤチネズミ研究史』(1966年)等を発表し、ネズミ害対策の現在および将来に対する重要な示唆を与えた。1978年、林業試験場を定年退職。その後は日本大学短期大学部農学科非常勤講師を務める。
2004年6月20日、急性心不全のため死去。享年82。

## 著書
- 犬飼哲夫; 上田明一 著、林野庁 編『森林と野鼠』日本林業技術協会〈林業技術シリーズ / 林野庁編 16〉、1950年。 NCID BA77764839。
- 上田明一; 宇田川竜男『造林地の野鼠被害と防除』林業科学技術振興所〈わかりやすい林業研究解説シリーズ no. 21〉、1967年。 NCID BB06643026。
- 上田明一『野ネズミ発生予察法と防除法』日本林業技術協会〈わかりやすい林業研究解説シリーズ no.62〉、1978年。 NCID BA29964597。
- 国際農林業協力協会 編『熱帯のねずみ害』国際農林業協力協会〈熱帯農業シリーズ. 熱帯農業要覧; no.18〉、1993年。 NCID BN09523273。

## 論文
- 国立情報学研究所収録論文 国立情報学研究所

## 関連人物
- 上田宏（北海道大学フィールド科学センター）：上田明一の子。